# 吉格港
吉格港（英語：Gig Harbor），是美国华盛顿州皮尔斯县下属的一座城市。根据 2000年美国人口普查，该市有人口6,465人。根据2010年美国人口普查，该市有人口7,126人。而2011年估计该市有7,208人。